# Johannes van Spengen
Johannes Jacobus van Spengen (* 20. Februar 1887 in Den Haag; † 9. Juni 1936 ebenda) war ein niederländischer Radrennfahrer.

## Sportliche Laufbahn
Johannes van Spengen war im Bahnradsport aktiv. Er war Teilnehmer der Olympischen Sommerspiele 1908 in London. Er wurde mit dem niederländischen Bahnvierer Vierter in der Mannschaftsverfolgung. Mit ihm fuhren Anton Gerrits, Dorus Nijland und Gerard Bosch van Drakestein in der Mannschaft. Im Rennen über 5 Kilometer kam er auf den 6. Rang. Er ging auch im Sprint an den Start. Über 20 Kilometer war er im Halbfinale ausgeschieden.